# Hedju Hor
Hedju Hor va ser un governant del Baix Egipte del període predinàstic, el nom del qual significa "les maces d'Horus". Com que es coneix molt poca informació sobre aquest personatge, hi ha un gran debat entre els historiadors sobre el seu estatus social.

## Estatus social
Hedju Hor només es coneix per dues gerres d'argila on apareix el seu serekh: una de Tura, al delta oriental del Nil, i una altra d'Abu Zeidan, a l'extrem nord-est del delta del delta del Nil. Wolfgang Helck, egiptòleg, el considerava un faraó de la dinastia 0 i el va identificar amb Wash, conegut com el governant derrotat per Narmer que apareix representat a la paleta de Narmer. Aquesta opinió també va ser compartida més tard per l'historiador Edwin van den Brink. En canvi, Toby Wilkinson i Jochem Kahl argumenten que Hedju Hor no era un faraó predinàstic, sinó un governant d'un petit proto-estat de l'era predinàstica i li han atribuït el títol de faraó. Hedju Hor tampoc té cap tomba coneguda i no es troba al text de la Pedra de Palerm, que és una pedra que enumera els faraons més antics de l'antic Egipte.